# 映像人類学
映像人類学（えいぞうじんるいがく）は、民族写真、映画、そして1990年代半ば以降はニューメディアの研究と制作に関与する社会人類学の分野である。より最近では、科学と視覚文化の歴史家によって実施されている。 民族誌映画と誤って混同されることもあるが、映像人類学は、ダンスや他の種類のパフォーマンス、博物館や記録保管、視覚芸術、マスメディアの制作と受信のような、あらゆる視覚表現の人類学的研究を含む、はるかに多くのものを包含する。また、サブフィールドの領域内には、人間の視覚、メディアの特性、視覚形態と機能の関係、および視覚表現の応用された共同利用の研究がある。今日の研究では、没入型バーチャルリアリティ 、 拡張現実 、モバイルアプリ、 ソーシャルネットワーキング 、映画と一緒のゲーム、写真、芸術などの新興技術が、人類学的研究、実践、教育をどのように変えているかを考察の対象である。 

## 歴史
1880年代に学問分野として人類学が出現する前から、 民族学者は研究の道具として写真を利用していた。 人類学者や非人類学者は、民族誌学を救済したり、絶滅の危機に瀕していると考えられている社会（例えばエドワード・カーティスのアメリカ先住民の写真）の生活様式を後世に記録しようと試みたりする精神のもとに、この研究の多くを行った。 
人類学的な映画製作の歴史はノンフィクションやドキュメンタリー映画製作の歴史と絡み合っているが、エスノフィクションはエスノグラフィー映画の真のサブジャンルと考えられるかもしれない。民族誌の最初の映画のいくつかは、 リュミエールの発明した映画機器で制作された。 おそらく北極圏の人々の生活を記録した映画「極北のナヌーク / Nanook of the North (1922年)」で最もよく知られているロバート・フラハティは、1913年に探検の際にカメラと装備を持参するよう勧められ、映画を制作した。フラハティは、「伝統的な」イヌイットの生き方に焦点を当てた彼の映画のテーマの中で、わずかな例外を除いて近代化の兆候を省いた。この傾向は、後に続く多くの民族誌映画にも残っている 
1940年から1950年初頭までに、ホーテン・パウダーメーカー 、グレゴリー・ベイトソン、マーガレット・ミード、ローダ・メトローなどの人類学者は、人類学的な視点をマスメディアや視覚表現に取り入れている。20世紀後半には、ジャン・ルーシュ、ジョン・マーシャル、ロバート・ガードナー、ティム・アッシュ、デビッド・マクドゥーガルらに焦点を当てることで民族誌映画の形を見ることができる。 。     
米国では、1958年にハーバード大学のピーボディ考古学民族学博物館に映画研究センターを設立し、映像人類学を学術的に導入。  イギリスでは、マンチェスター大学のグラナダ視覚人類学センターが1987年に設立され、MA、MPhil、PhDの学生に人類学と映画制作のトレーニングを提供し、卒業生はこれまでに300以上の映画を制作した。 John Collier、Jr.は、1967年にこの分野で最初の標準的な教科書を書き、1970年代の多くの視覚人類学者は、批評的観点をロラン・バルトのような記号学者に頼った。